# Kębłowo (wieś w powiecie wolsztyńskim)

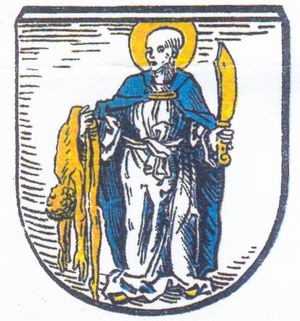
Herb miasta Kębłowo z lat 1808–1883

Kębłowo (pol. hist.  Kiebłowo, niem. Kiebel) – wieś (dawniej miasto) w Polsce położona w województwie wielkopolskim, w powiecie wolsztyńskim, w gminie Wolsztyn.

## Nazwa
Od średniowiecza nazwa miejscowości była zapisywana w różnych formach. Po raz pierwszy miejscowość odnotowana została w łacińskim dokumencie z 1288 (według zachowanej wzmianki z 1431) gdzie zapisano ją pod nazwą „Kieblow”. W 1312 (według zachowanej kopii z XVII wieku,  „Keblowo”, w 1319 „Kiblow”, 1320 wg kopii z XVII wieku „Kivelow, Kimblow, Kyblow”, 1327 wg kopii z XVII wieku „Keblow”, 1334 wg kopii z XVI wieku „Keblov”, 1383 kop. z XV wieku „Keplow”, 1393 „Kyeblow”, 1397 „Kieblowa”, 1405 „Keblouia”, 1414 „Keblowa”, 1418 „Keblof”, 1420 „Kyeblowo”, 1440 „Kemblow, Gyeblowo”, 1449 „Kieblowo”,  1451 „Kiewlow”, 1451 wg kopii z 1605 „Kiewłów”, 1474 „Kewil, Kiefel”, 1486 „Kyeplowo”, 1507 „Kyebloff”, 1530 „Cyeblowo”.
Po rozbiorach Polski w XIX wieku nosiła także zgermanizowaną nazwę (niemiecką Kiebel.  Gwarowo miejscowość nazywana była także Kymbłewo, a potocznie także Kębłów.

### Miejscowości o nazwie Kębłowo w gminie Wolsztyn
W gminie Wolsztyn istnieją dwie miejscowości podstawowe o nazwie Kębłowo, w tym 1 wieś i 1 osada leśna. Niniejszy artykuł dotyczy wsi Kębłowo, która posiada identyfikator SIMC 0916383. Osada leśna Kębłowo posiada identyfikator SIMC 0916420. Do 2018 r. w tej gminie istniała druga osada leśna o nazwie Kębłowo, która posiadała identyfikator SIMC 0916437.

## Historia
Wieś pierwotnie było związana z Wielkopolską. Istnieje od drugiej połowy XIII wieku i ma metrykę średniowieczną. Po raz pierwszy odnotowana została w łacińskim dokumencie z 1288. Początkowo była własnością szlachecką w dobrach kębłowskich należącą do lokalnej wielkopolskiej szlachty z rodu Kiebłowskich, którzy od nazwy wsi przyjęli odmiejscowe nazwisko, a także Górków herbu Łodzia. Od 1327 notowana jako miasto prywatne należące do polskiej szlachty z rodu Kiełbowskich. W 1445 leżała w powiecie kościańskim województwa poznańskiego w Koronie Królestwa Polskiego. Od 1401 była siedzibą własnej parafi. W 1510 należała do dekanatu Grodzisk.
W latach 1327-1432 odnotowano wójtów miejscowości. W 1327 Stanisława, a w 1400 Siestrzeńca, W latach 1412-1413 Zofia (oryg. Zofka) wdowa po Urszuli (oryg. Orszulina) wójcie z Kębłowa z dziećmi toczyła proces przeciwko Bronce żonie Jana Rycerza mieszczanina kościańskiego, swej pasierbicy. Sąd nakazał Zofii zapłacić Bronce 9 grzywien. W latach 1418-1424 wójtem był Dziersław. W 1424 toczył on proces z Hamplem wówczas mieszczaninem kaliskim, a dawniej kościańskim. Został pozwany o pieniądze, jakie winien mu był Abraham Kiełbowskim z Kębłowa.
Źródła historyczne wymieniają także zwykłych mieszkańców miejscowości. Od pierwszej połowy XIV wieku w historycznych zapisach sądowych odnotowani zostali mieszczanie kłębowscy. W 1327 Geriz i Henusz, w 1405 Borek z braćmi Wojtkiem i Mikołajem, Janusz Lewicki oraz Świętosław Klemp. W latach 1420-1422 Kachna czyli Katarzyna Klempowa, żona Andrzeja mieszczanina kościańskiego toczyła proces z Dobrogostem i Abrahamem Kiebłowskimi o to, że nie pozwolili jej wywieźć z Kębłowa mis (łac. „sartagines”) oraz 4 kotłów. W  1405 odnotowani zostali starsi Stachnik, Staszek i Stanisław, a w 1420 Dziersław.
W 1458 w czasie wojny trzynastoletniej miasto Kębłowo miało dostarczyć 4 pieszych na wyprawę do Malborka na odsiecz polskiej załogi broniącej się w mieście w czasie oblężenia krzyżackiego w latach 1457-1460. W 1474 Jan II Szalony książę żagański z polecenia króla węgierskiego Macieja Korwina najechał Wielkopolskę, a jego wojska spaliły miasto Kębłowo. W czasie tego pożaru Jan uległ poparzeniu.
W 1482 biskup poznański Uriel Górka dał kapitule poznańskiej m. in. dziesięciny z przedmieść w Kębłowie, a w 1493 potwierdził  je papież Aleksander VI. W 1510 Byrzyna zapłaciła dziesięcinę plebanowi kębłowskiemu. W 1564 do parafii kębłowskiej należały dziesięciny z 7,5 łana we Wroniawach, 11,5 łana w Widzimiu w wysokości po jednym wiardunku z łanu. W 1581 do parafii kębłowskiej należały Niałek, Widzim, Stradyń, Wroniawy i Solec. W latach 1603-1607 wspomniano kościół parafialny św. Bartłomieja w Kębłowie, a do parafii należały Kębłowo, Niałek Mały, Widzim, Wroniawy, Solec i Stradyń.

### Procesy graniczne
Majętności miasta Kębłowa należące do Kiełbowskich graniczyły z  opactwem cystersów w Przemęcie. Z początku XV wieku zachowało się wiele opisów okolicy przy okazji wielu spraw o granice jakie odbywały się przed sądem ziemskim pomiędzy obiema stronami. Spory te zostały idokumentowane w historycznych zapisach procesowych w wyniku czego zachowały się opisy okolicy miejscowości. W  1419 Dobrogost Kiebłowski wraz z Więcoszką Niałecką mieli wybrać sędziów polubownych, aby rozgraniczyli Niałek z Kębłowem. W 1420 Dobrogost wraz z bratankami Niemierzą i Dobrogostem, dziedzicami kębłowskimi byli w sporze z Więcoszką Niałecką o rozgraniczenie majętności. W 1420 Więcoszka z Niałka przysięgała w tej sprawie, że granice pomiędzy Kębłowem a Niałkiem Małym są takie, jak objechał je Dobrogost Kiebłowski. W 1420 Abraham Kiebłowski zobowiązał się zachować granice pomiędzy Kębłowem a Niałkiem, jakie ustanowił Dobrogost Kiebłowski. W 1445 nastąpiło rozgraniczenie dóbr Kębłowo oraz Solec Abrahama Kiełbowskiego od wsi należących do opactwa cystersów w Przemęcie: Łupice, Stary Dwór, Ptowy (obecnie Kaszczor) oraz Mochy. Granica przebiegała od miejsca zwanego „Obrzyca” przez błota do kopca nad stawem obok „Księżego Brodu”, stąd do pala w stawie wbitego w środku jazu. Staw należał do klasztoru, a jaz do wsi Solec. Z tego miejsca granica biegła do rzeczki Kopaniec, a od niej do rzeki zwanej Stara Rzeka, na której na wyspie umieszczony był kopiec narożny dzielący Przemęt od Solca.
W 1449 miało miejsce rozgraniczenie Kębłowa i Solca, dóbr Abrahama Kiebłowskiego od Starego Dworu i Mochów należących do opata z Przemętu. Granica biegła od kopca narożnego za nieokreślonym obiektem zwanym „Dziemiona” znajdującym się pomiędzy Starym Dworem a miastem Kębłowo do kopca narożnego pomiędzy Solcem a Przemętem. W 1450 miał miejsce kolejny spór o rozgraniczenie miasta Kębłowo oraz wsi Solec Abrahama Kiebłowskiego od dóbr Stary Dwór, Mochy i Przemęt własności opata przemęckiego. Sąd nakazał Kiebłowskiemu wskazać 12 kopców, 13 pali i rowu granicznego jednak opat przemęcki zaprzeczył tej granicy.
W 1451 odnotowano role położone pod miastem Kębłowo, drogę z Kębłowa do Byrzyny (obecnie Berzyna), Tarnowa Struga, rola zwana „Piętowa Niwa”, role za młynem od strony strony jeziora Święte i jeziora Kotucz, rolę młynarza, drogę biegnącą ze Śląska, ogrody, bramę miejską oraz drogę biegnącą z Kębłowa do Stradynia. W 1485 odnotowano dwór przy kościele z wielkim ogrodem. W 1494 wspomniano kopiec narożny wyznaczający granicę dóbr pomiędzy Kębłowem, Mochami a Kolskiem leżącym w księstwie głogowskim. Stał on blisko skrzyżowania dróg, przy drodze wiodącej z Kębłowa do Kolska, w pobliżu bagna zwanego „Dzemowa”. W 1521 wspomniano kolejny kopiec narożny wyznaczający granicę dóbr pomiędzy Jaromierzem, Obrą i Kębłowem. W 1522 wspomniane zostało  jezioro Orchowo leżące w lesie zwanym „Kiebłowski Bór”.
W 1527 wspomniany został jaz w dobrach kębłowskich leżący pomiędzy jeziorem Orchowskim i Wilcze a granicami Kębłowa i rzeki Obry. W 1527 Małgorzata Kiebłowska, wdowa po Mikołaju Potulickim z synami Andrzejem i Stanisławem, oraz opat z Obry rozgraniczyli miasto Kębłowo od Obry. Kopiec narożny zwany Marciszewskim leżał na Ostrowie Sołeckim i dzielił Kębłowo oraz wsie klasztorne oraz Jaromierz. Kolejne kopce ustawione były pomiędzy jeziorem Wilcze i tonią zwaną „Zassowski Zgon” znajdującą się na jeziorze Orchowo, a także nad „Zassowską Strugą” pomiędzy jazami Kiebłowskich a jazem klasztelańskim, nad ścieżką przez wzgórze Kotowe Góry, nad tonią na jeziorem Kotucz, czyli nad zgonem Kotucza, nad jeziorem Kotucz, które należało po połowie do Kębłowa i do klasztoru w Obrze na brzegu zwanym "Bronin" i "Zgonowa". Dalej granicę wyznaczało jezioro Rzytka, w którym poddani panów z Kębłowa mieli wolne prawo do rybołówstwo, a potem granica biegła do jeziora Martwica, a od niego przez winnicę do lasu zwanego "Laskowiec", w którym kopce narożne dzieliły Kębłowo, Obrę i Jaromierz.

### Szkoła i edukacja
Już w pierwszej połowie XV wieku w Kębłowie odnotowano szkołę. W 1429 przy okazji procesu sądowego wspomniano jej rektora Andrzeja, który toczył spór z rektorem szkoły z Kopanicy o to, że ten wysłał swych uczniów nocą do Kębłowa i porwali oni kleryka Pawła. Andrzej rektor z Kopanicy zeznał natomiast, że Paweł przebywa w Kopanicy z własnej woli . Mieszkańcy miejscowości studiowali też w Krakowie. W 1451 jako student krakowski odnotowany został Paweł syn Marcina z Kębłowa, który w 1456 uzyskał stopień bakałarza na Uniwersytecie Jagiellońskim. W latach 1397-1405 odnotowano Macieja syna Marcina z Kębłowa, notariusza publicznego. W 1432 Kiebłowskiego, który był ławnikiem w Sikorzynie.

### Szpital kębłowski
W połowie XV wieku na obrzeżach miasta powstał również pierwszy szpital. W 1449 biskup poznański Andrzej Bniński potwierdził ustanowienie prepozytury pod miastem Kębłowo oraz szpitala imienia św. Ducha, które ufundowane zostały przez Ottona Tracha z Prochów. Jej uposażenie stanowiło 5 grzywien czynszu z nie wymienionych imiennie dóbr. Prepozyt miał odprawiać nabożeństwa oraz sprawować opiekę nad starcami i chorymi. Prawo patronatu nad tą instytucją należało do rajców kębłowskich. Pierwszym prepozytem był Tomasz z Kębłowa. W 1449 Otto z Prochów nadał Tomaszowi prepozytowi św. Ducha pod Kębłowem 5 grzywien czynszu od sumy głównej 60 grzywien kupionej przezeń z zastrzeżeniem prawa wykupu na wsi Łęki Małe w powiecie kościańskim. W dokumencie odnotowano, że jeśliby dziedzice tej wsi chcieli wykupić ową sumę, mają złożyć 60 grzywien rajcom miasta Kębłowo, a ci nabędą inny czynsz. W 1449 prepozyt Tomasz  toczył spór z dziedzicami z Prochów.
W 1451 Abraham Kiebłowski z żoną Katarzyną nadał szpitalowi św. Ducha pod Kębłowem czynsze z ról położonych pod miastem Kębłowo. W dokumencie zapisano okolice miejscowości.  Należały do niej role położone po lewej stronie drogi biegnącej z miasta do Byrzyny aż do Tamowej Strugi, z wyjątkiem roli zwanej „Piętowa Niwa”, nadto z ról położonych za młynem z tej strony jeziora Święte i innego jeziora Kotucz, z wyjątkiem roli młynarza na krańcu grobli z prawej strony drogi wiodącej na Śląsk aż do Nojewej Góry. Jako uposażenie szpitala św. Ducha Abraham Kiełbowski nadał także czynsz po dwa grosze z dwóch ogrodów leżących za ogrodem plebana, po lewej stronie drogi wiodącej do Byrzyny (obecnie Berzyna) oraz po dwa grosze z dwóch ogrodów leżących za bramą miejską obok fosy po prawej stronie drogi biegnącej z Kębłowa do Stradynia. Poadto nadaje ogród niegdyś należący do mieszczanina zwanego Ogorzały, po lewej stronie drogi do Stradynia, z zastrzeżeniem 3 groszy czynszu dla kościoła św. Bartłomieja.

### Gospodarka
W początku XV wieku doszło do sporu zarządcy komór celnych z  opactwem Cystersów w Obrze. W 1417 Dobrogost Kiebłowski toczył proces z opatem z Obry o to, że jego ludzie nie płacą cła w Kębłowie, za co Dobrogost zajął im 5 koni i kozę. W 1428 sąd orzekł, że kmieć Mikołaj „miał płacić cło w Kębłowie, tak jak inni ludzie”. W 1519 król polski Zygmunt I Stary skwitował Piotra Ocieskiego z Ocieszyna z ceł babimojskiego, międzyrzeckiego, zbąszyńskiego i kiebłowskiego za jeden rok. W 1519 król ten ustanowił Piotra Opalińskiego zarządcą komór celnych, m. in. w Kębłowie.
Od początku XV wieku w miejscowości odnotowano młyny. W 1414 Tomek i Dobrogost z Kębłowa toczył spór sądowy z opatem z Obry o podnoszenie wody i zalanie im młyna. W 1416 toczyli ponownie spór z opatem z Obry o budowę młyna. W latach 1417, 1419 (według wzmianki z 1653) miał miejsce spór o młyn między Obrą i Kębłowem. W 1418 Dobrogost Kiebłowski oraz opat z Obry mieli przywieść urzędników, aby orzekli w miejscu pomiędzy Kębłowem i rzeką Obrą, czy podnoszenie poziomu wody w młyna Obra spowoduje zalanie brzegów kiebłowskich. W 1485 w dobrach kębłowskich odnotowano młyn do mielenia zboża i słodu oraz drugi poruszający piłę. W 1527 zawarto ugodę Małgorzaty Kiebłowskiej wdowy po Mikołaju Potulickim oraz jej synów Andrzeja i Stanisława Potulickich z opatem z Obry w sprawie dwóch młynów Kiebłowskiego i Oberskiego.
Miejscowość odnotowały również historyczne rejestry podatkowe. W latach 1462-1464 miasto Kębłowo zapłaciło cyzę w 7 ratach po 10 groszy, 0,5 kopy, jedną grzywnę i 6 groszy, 9 wiardunków i 5 groszy, jedną kopę, 1, 5 grzywny i 10 groszy, jedną grzywnę i 6 groszy. W 1507 miał miejsce pobór szosu od ról. W 1530 pobór odbył się od jednego łanu. W 1563 miał miejsce pobór z 6,5 łana, od 24 rybaków na rzece Obrze, na 3 bagnach, od dwóch komorników, od 13 rzemieślników, od 3 kotłów gorzałczanych i dwóch gorzelni (łac. „propinae cremati”). W 1583 pobrano podatki od 4 łanów miejskich, 3 łanów opuszczonych, 7 rybaków, dwóch rzemieślników, 3 komorników, młyna wodnego o dwóch kołach, od kotła gorzałki 24 grosze. Razem pobrano kwotę 10 złotych 26 groszy.

### Okres porozbiorowy
Wskutek II rozbioru Polski w 1793, miejscowość przeszła pod władanie Prus i jak cała Wielkopolska znalazła się w zaborze pruskim. Kębłowo uzyskało lokację miejską w 1320 roku, zdegradowane zostało przed 1800 rokiem. Ponowne nadanie praw miejskich miało miejsce przed 1808 rokiem, oraz ponona degradacja nastąpiła w 1880 roku.

### XX wiek
W 1919 po zwycięskim dla Polaków powstaniu wielkopolskim miejscowość znalazła się w granicach II Rzeczpospolitej. W okresie międzywojennym w miejscowości stacjonowała placówka 17 batalionu celnego, a później placówka Straży Granicznej I linii „Kębłowo”.

## Kalendarium
- 1300–1305 – Mikołaj Bodzancic z Kębłowa został podkomorzym Królestwa Polskiego, za panowania w Polsce Wacława II
- 5 czerwca 1320 – w Kębłowie odbył się zjazd rycerstwa z Zachodniej Wielkopolski
- 1327 – znany jest wójt Stanisław oraz mieszczanie. Tę datę przyjmuje się jako początek istnienia miasta, chociaż lokowane mogło być wcześniej. Do tego okresu można odnieść budowę kościoła św. Bartłomieja – pełnił on przez wieki funkcję kościoła parafialnego.
- 1334 – Mikołaj Bodzancic został przesiedlony do Gościszewic, Potkany i Wrzosu koło Radomia.
- 1334–1393 – Kębłowo było miastem królewskim
- 1397 – w dokumencie poświadczona transakcja handlowa w dystrykcie Kębłowo
- 1393 – Król Władysław Jagiełło nadał Niemierzy, Janowi Głowaczowi i Abrahamowi synom

Abrahama z Nowego Dworu Mazowieckiego – z rodu Nałęczów – za sumy pożyczone królowi Ludwikowi oraz Królowym Elżbiecie i Jadwidze zamki Zbąszyń i Kębłowo z miastami i przyległymi wsiami. W wyniku działów wewnątrzrodzinnych oraz innych przyczyn Kębłowo zostało przejęte bezpośrednio, przez Nałęczów dopiero w 1408 roku.
- 1414 – wzmiankowany młyn
- 1417 – komora celna
- 1420 – wzmianka o zaliczeniu miasta do powiatu kościańskiego należącego do województwa poznańskiego. Sprawa sądowa o misy i kotły gorzałczane, co jest dowodem na istnienie gorzelni.
- 1429 – wzmiankowana szkoła trywialna
- 1431 – Abraham Głowacz ze Zbąszynia posłował do Pragi, gdzie zetknął się husytami oraz uczestniczył w obradach nad czterema artykułami praskimi. Po powrocie wspólnie z bratankiem, Abrahamem Kębłowskim, stali się gorącymi zwolennikami husytyzmu, a Zbąszyń i Kębłowo głównymi ośrodkami husytyzmu w Wielkopolsce
- 1440 – Abraham Zbąski i Abraham Kębłowski wyrzekli się husytyzmu
- 1450 – przed rokiem 1450 na przedmieściu Kębłowa zbudowany był kościół szpitalny pw św. Ducha. Wizytacja władz duchownych w roku 1603 nie odnotowała już istnienia tego kościoła, ani szpitala, chociaż budynek nazywany „szpitalem” istnieje do dzisiaj
- 1458 – wystawienie 4 zbrojnych na wyprawę malborską
- 1472 – wzmiankowany jest kościół św. Wawrzyńca
- 1474 – książę Jan II Żagański zbrojnie napadł na miasto, splądrował je i spalił. Podczas pożaru w Kębłowie uległ rozległemu poparzeniu.
- 1505 – Małgorzata Kębłowska wyszła za mąż za Mikołaja Potulickiego, na posag Małgorzaty vel Maruszki składały się: miasto Kębłowo z zamkiem oraz wsie: Niałek, Widzim, Berzyna, Dąbrowa, Wroniawy, Solec, Stradyń, Kurowo, Kawczyn, Oborzyska. Tak pokaźny majątek ziemski przydany został do majątku Potulickiego: Goślina, Przebędowo, Boduszewo, Runowo oraz Potulice.
- 1510 – zmarł Abraham Kębłowski – ostatni męski potomek rodu Nałęczów z Kębłowa
- 1624 – Stanisław i Wojciech Zbijewscy – właściciele Kębłowa oddali do użytku nowy, drewniany kościół w miejsce spalonego w 1602 roku kościoła parafialnego
- 1641 – kościół św. Mikołaja stał na przedmieściu Kębłowa
- koniec XVII w. – dobra kębłowskie kupione zostały przez Jakuba Bielińskiego
- 1671–1939 – działało Bractwo Kurkowe
- 1723 – wielki pożar Kębłowa, właścicielem był Aleksander Bieliński
- 1724 – Aleksander Bieliński – właściciel Kębłowa, późniejszy kasztelan lędzki odbudował kościół po pożarze, była to budowla drewniana
- 1793 – w wyniku II rozbioru Polski miasto weszło w granice królestwa pruskiego, liczyło wówczas 272 mieszkańców, w tym 250 katolików i 22 luteranów, miało 67 domów, z czego w mieście było 40, a na przedmieściu 27. Krótko po 1793 roku dobra widzimskie, a wraz z nimi Kębłowo, nabył książę Oranien, późniejszy król Niderlandów.
- 1799–1806 prace nad osuszaniem doliny rzeki Obry. Wykopano wówczas kanały: Kościański, Północny, Południowy, Mosiński, Wincentowski i Dźwiński
- 1823 – wielki pożar strawił całe miasto, razem z kościołem parafialnym.
- 1857 – poświęcenie kościoła parafialnego, tym razem murowanego. Poświęcenia dokonał ks. dziekan Sulikowski
- 1883 – Kębłowo utraciło prawa miejskie
- 1 kwietnia 1905 – otwarto linię kolejową przez Kębłowo na odcinku Wolsztyn – Nowa Sól
- 5 stycznia 1919 – Drużyna Kębłowska Powstańców Wielkopolskich brała udział w oswobodzeniu Wolsztyna

W okresie międzywojennym w miejscowości stacjonowała placówka 17 batalionu celnego, a później placówka Straży Granicznej I linii „Kębłowo”.
- 3 września 1939 – wieś znalazła się pod okupacją niemiecką
- W latach 1954–1972 wieś należała i była siedzibą władz gromady Kębłowo.
- 1975 – miejscowość należała administracyjnie do województwa zielonogórskiego
- 1997–1999 budowa sali sportowej z zapleczem, obecnie gimnazjum.
- 1999–2000 wykonano sieć wodociągową na terenie wsi
- 2000 – cała wieś włączona została do sieci telefonicznej
- 2001–2002 wykonano sieć kanalizacyjną na terenie wsi
- 2017–2018 budowa ścieżki rowerowej Stary Widzim – Kębłowo

## Gwara
Gwarę Kębłowa cechują zwyczajne właściwości gwar Zachodniej Wielkopolski. Jej cechami między innymi są:
- silna tendencja do dwugłoskowej wymowy stpol. ā długiego jak oł
- dwugłoskowa artykulacja sam. y jak yj(np. darujmyj)
- dwugłoskowa i uprzedniona wymowa o jak łe(np. włeda zamiast woda)
- dość częste obniżanie stpol. u w ů(mniej lub bardziej zbliżone do u lub o),ůł,ůł(gura, kůcharka)
- koń. -e w dopełniaczu l.poj. żeńskich rzeczowników, przymiotników, zaimków miękkotermninowych i stwardiałych(zagun pszyńice, z Rosje,za moje pamińci)
- oprócz udźwięcznienia międzywyrazowego typowego dla Wielkopolski, występują również ślady zachowywania dźwięczności spółgłosek na końcu wyrazu, łączące gwarę Kębłowa z gwarami łużyckimi i Kramskami na Babimojszczyźnie(wymowa nuż_taki zamiast nusz taki)[14]
- wymowa dymboki(głęboki), pilovać(pilnować)
- niemazurzenie – nieczęsta zamiana sz, ż, cz: na s, z, c to zapewne skutek sąsiedztwa z oddaloną o 4 km Obrą

Jest nadal częściowo używana przez starsze pokolenie, u młodszego da się zauważyć powolny zanik, a raczej nieużywanie Kębłowskiej mowy. W 1951 roku teksty gwarowe z Kębłowa nagrał Zenon Sobierajski, badania te opublikował w książce pt. ”Teksty gwarowe z zachodniej Wielkopolski”.

## Gospodarka
W Kębłowie funkcjonuje rolnictwo indywidualne, istnieje zakład przetwórstwa i uboju zwierząt, wydobycie i przeróbka kamienia budowlanego, we wsi działają zakłady rzemieślnicze.

## Zabytki
- drewniany kościół św. Wawrzyńca
- kościół parafialny św. Bartłomieja
- zabytkowy układ urbanistyczny – średniowieczny rynek wytyczony na wcześniejszym, placu owalnicowym,
- figura św. Jana Nepomucena na cokole

## Instytucje kulturalne
Dom Kultury w ramach którego działają liczne sekcje zainteresowań oraz 150-osobowy Zespół Pieśni i Tańca „Kębłowo”.

## Instytucje oświatowe
We wsi znajduje się przedszkole przy ul. Wolsztyńskiej oraz szkoła podstawowa im. Franciszka Jujki przy ul. Stradyńskiej.

## Sport
W miejscowości siedzibę ma piłkarski Ludowy Klub Sportowy „Dąb” Kębłowo, który został założony w 1948 roku.